# 全日本大学女子選抜駅伝競走大会
全日本大学女子選抜駅伝競走（ぜんにほんだいがくじょしせんばつえきでんきょうそう）は、例年冬季に行われる、日本学生陸上競技連合主催の女子の大学駅伝大会である。2013年（平成25年）より、正式略称が「富士山女子駅伝」（ふじさんじょしえきでん）となっている。

## 概要
大学女子駅伝の中で優勝校に文部科学大臣杯が授与されるのは、10月下旬開催で出場校が予選会から勝ち上がる全日本大学女子駅伝対校選手権大会（杜の都駅伝）と、出場校が選抜方式の当大会のみである。
第1回大会が2004年開催と、日本のメジャー駅伝大会のなかでは最も歴史の新しい大会であるが、有力高校生選手の大学進学志向が高まり、区間タイムおよび大会記録のレベルアップは著しいものとなっている。
第3回大会（2006年）までは2月第3日曜日に埼玉県・中山道沿いの全6区間30.0kmで開催され、第7回大会（2009年）までは年末年始の頃に茨城県つくば市の全6区間30.67kmで開催されたが、テレビ東京の主催離脱およびスポンサー降板により休会となった。
世界文化遺産に富士山が登録されたのを記念して2013年より静岡県の富士山麓（富士宮市・富士市）の全7区間43.4kmで復活開催となり、フジテレビ系列で毎年放送されている。2015年以降は、毎年12月30日に開催している。
| 回 | 年             | コース                | 公式略称          | 優勝       | 放送 | 特別協賛   |
| -- | -------------- | --------------------- | ----------------- | ---------- | ---- | ---------- |
| 1  | 2004年2月15日  | 埼玉県 全6区間30.0km  | 大学女子 選抜駅伝 | 立命館大学 | TXN  | アイフル   |
| 2  | 2005年2月20日  | 埼玉県 全6区間30.0km  | 大学女子 選抜駅伝 | 立命館大学 | TXN  | アイフル   |
| 3  | 2006年2月19日  | 埼玉県 全6区間30.0km  | 大学女子 選抜駅伝 | 立命館大学 | TXN  | アイフル   |
| 4  | 2007年1月8日   | 茨城県 全6区間30.67km | 大学女子 選抜駅伝 | 立命館大学 | TXN  | ライフ     |
| 5  | 2007年12月24日 | 茨城県 全6区間30.67km | 大学女子 選抜駅伝 | 立命館大学 | TXN  | 木下工務店 |
| 6  | 2008年12月23日 | 茨城県 全6区間30.67km | 大学女子 選抜駅伝 | 立命館大学 | TXN  | DHC        |
| 7  | 2009年12月23日 | 茨城県 全6区間30.67km | 大学女子 選抜駅伝 | 佛教大学   | TXN  | 日経CNBC   |
| 8  | 2013年12月23日 | 静岡県 全7区間43.4km  | 富士山 女子駅伝   | 立命館大学 | FNS  | スズキ     |
| 9  | 2014年12月23日 | 静岡県 全7区間43.4km  | 富士山 女子駅伝   | 立命館大学 | FNS  | スズキ     |
| 10 | 2015年12月30日 | 静岡県 全7区間43.4km  | 富士山 女子駅伝   | 立命館大学 | FNS  | スズキ     |
| 11 | 2016年12月30日 | 静岡県 全7区間43.8km  | 富士山 女子駅伝   | 立命館大学 | FNS  | スズキ     |
| 12 | 2017年12月30日 | 静岡県 全7区間43.4km  | 富士山 女子駅伝   | 立命館大学 | FNS  | スズキ     |
| 13 | 2018年12月30日 | 静岡県 全7区間43.4km  | 富士山 女子駅伝   | 名城大学   | FNS  | スズキ     |
| 14 | 2019年12月30日 | 静岡県 全7区間43.4km  | 富士山 女子駅伝   | 名城大学   | FNS  | スズキ     |
| 15 | 2020年12月30日 | 静岡県 全7区間43.4km  | 富士山 女子駅伝   | 名城大学   | FNS  | スズキ     |
| 16 | 2021年12月30日 | 静岡県 全7区間43.4km  | 富士山 女子駅伝   | 名城大学   | FNS  | スズキ     |
| 17 | 2022年12月30日 | 静岡県 全7区間43.4km  | 富士山 女子駅伝   | 名城大学   | FNS  | スズキ     |
| 18 | 2023年12月30日 | 静岡県 全7区間43.4km  | 富士山 女子駅伝   | 名城大学   | FNS  | スズキ     |
| 19 | 2024年12月30日 | 静岡県 全7区間43.4km  | 富士山 女子駅伝   | 立命館大学 | FNS  | スズキ     |

## 出場資格
以下の条件を満たす計24チームが出場する。
1. 全日本大学女子駅伝対校選手権大会（杜の都駅伝）の上位12校の中で参加を希望するチーム。
2. 1チーム7名の5000m記録による10チーム。但し、当該年度4月1日から同年12月第1日曜日までに行われた記録会で出したものでなければならない。
3. 地区学連選抜チームによる2チーム。但し、全国の地区から原則各1名は選抜すること。（新型コロナウイルスの影響により2020年はいずれも編成しない）
  1. 日本学生選抜
  2. 静岡県学生選抜（2015年から2017年までオープン参加で2018年より正式参加　静岡県の大学に在学している学生、または他都道府県・国外に居住・在学している場合は静岡県の中学・高校を卒業していること）

### 過去の出場条件（2004年 - 2009年）
以下の条件を満たす計20チームが出場する。
1. 当該年度の全日本大学女子駅伝対校選手権大会の上位12校のなかで参加を希望するチーム。
2. 各地区学連からの選抜チーム（北海道、東北、関東、東海、北信越、関西、中国四国、九州から各1チーム。）。

## 大会運営
- 主催　：日本学生陸上競技連合
- 共催　：静岡県、富士市、富士宮市
- 後援　：スポーツ庁、静岡県教育委員会、富士市教育委員会、富士宮市教育委員会、静岡県スポーツ協会、富士市スポーツ協会、富士宮市スポーツ協会、フジテレビジョン、産経新聞・サンケイスポーツ、ニッポン放送、テレビ静岡
- 運営　：同大会実行委員会
- 運営協力：東海学生陸上競技連盟、静岡陸上競技協会、静岡東部陸上競技協会、静岡県警察本部、富士警察署、富士宮警察署
- 特別協賛：スズキ
- 協賛　：大正製薬（2013年～2016年）、日本生命保険（2016年、2017年）、明治（2018年）

## 大会結果
- 回数は全日本大学女子選抜駅伝競走大会の通算回数を表す。

### さいたまコース
| 第1回 （2004年2月15日） | 第1回 （2004年2月15日）      |
| ----------------------- | ---------------------------- |
| 優勝                    | 立命館大学 （1時間41分43秒） |
| 2位                     | 名城大学                     |
| 3位                     | 京都産業大学                 |
| 4位                     | 城西大学                     |
| 5位                     | 玉川大学                     |
| 6位                     | 佛教大学                     |
| 7位                     | 日本体育大学                 |
| 8位                     | 白鷗大学                     |
| 9位                     | 大阪体育大学                 |
| 10位                    | 神戸学院大学                 |
| 11位                    | 関西学連選抜                 |
| 12位                    | 関東学連選抜                 |
| 13位                    | 東京農業大学                 |
| 14位                    | 九州学連選抜                 |
| 15位                    | 北信越学連選抜               |
| 16位                    | 中国四国学連選抜             |
| 17位                    | 筑波大学                     |
| 18位                    | 東北学連選抜                 |
| 19位                    | 東海学連選抜                 |
| 20位                    | 北海道学連選抜               |

| 第2回 （2005年2月20日） | 第2回 （2005年2月20日）      |
| ----------------------- | ---------------------------- |
| 優勝                    | 立命館大学 （1時間40分39秒） |
| 2位                     | 城西大学                     |
| 3位                     | 名城大学                     |
| 4位                     | 玉川大学                     |
| 5位                     | 関東学連選抜                 |
| 6位                     | 京都産業大学                 |
| 7位                     | 東京農業大学                 |
| 8位                     | 白鷗大学                     |
| 9位                     | 日本体育大学                 |
| 10位                    | 佛教大学                     |
| 11位                    | 城西国際大学                 |
| 12位                    | 大阪体育大学                 |
| 13位                    | 東海学連選抜                 |
| 14位                    | 関西学連選抜                 |
| 15位                    | 九州学連選抜                 |
| 16位                    | 中国四国学連選抜             |
| 17位                    | 北信越学連選抜               |
| 18位                    | 東北学連選抜                 |
| 19位                    | 北海道学連選抜               |
| 棄権                    | 順天堂大学                   |

| 第3回 （2006年2月19日） | 第3回 （2006年2月19日）      |
| ----------------------- | ---------------------------- |
| 優勝                    | 立命館大学 （1時間38分07秒） |
| 2位                     | 城西大学                     |
| 3位                     | 大阪体育大学                 |
| 4位                     | 関西学連選抜                 |
| 5位                     | 佛教大学                     |
| 6位                     | 名城大学                     |
| 7位                     | 玉川大学                     |
| 8位                     | 城西国際大学                 |
| 9位                     | 東京農業大学                 |
| 10位                    | 東海学連選抜                 |
| 11位                    | 日本大学                     |
| 12位                    | 関東学連選抜                 |
| 13位                    | 順天堂大学                   |
| 14位                    | 九州学連選抜                 |
| 15位                    | 日本体育大学                 |
| 16位                    | 京都産業大学                 |
| 17位                    | 北信越学連選抜               |
| 18位                    | 東北学連選抜                 |
| 19位                    | 中国四国学連選抜             |
| 20位                    | 北海道学連選抜               |

### つくばコース
| 第4回 （2007年1月8日） | 第4回 （2007年1月8日）       |
| ---------------------- | ---------------------------- |
| 優勝                   | 立命館大学 （1時間40分17秒） |
| 2位                    | 名城大学                     |
| 3位                    | 関西学連選抜                 |
| 4位                    | 大阪体育大学                 |
| 5位                    | 玉川大学                     |
| 6位                    | 城西大学                     |
| 7位                    | 佛教大学                     |
| 8位                    | 城西国際大学                 |
| 9位                    | 東京農業大学                 |
| 10位                   | 順天堂大学                   |
| 11位                   | 東海学連選抜                 |
| 12位                   | 立命館アジア太平洋大学       |
| 13位                   | 関東学連選抜                 |
| 14位                   | 神戸学院大学                 |
| 15位                   | 日本大学                     |
| 16位                   | 北信越学連選抜               |
| 17位                   | 九州学連選抜                 |
| 18位                   | 中国四国学連選抜             |
| 19位                   | 東北学連選抜                 |
| 20位                   | 北海道学連選抜               |

| 第5回 （2007年12月24日） | 第5回 （2007年12月24日）     |
| ------------------------ | ---------------------------- |
| 優勝                     | 立命館大学 （1時間39分33秒） |
| 2位                      | 佛教大学                     |
| 3位                      | 名城大学                     |
| 4位                      | 東京農業大学                 |
| 5位                      | 東海学連選抜                 |
| 6位                      | 大阪体育大学                 |
| 7位                      | 順天堂大学                   |
| 8位                      | 玉川大学                     |
| 9位                      | 日本大学                     |
| 10位                     | 城西大学                     |
| 11位                     | 城西国際大学                 |
| 12位                     | 白鷗大学                     |
| 13位                     | 関西学連選抜                 |
| 14位                     | 関東学連選抜                 |
| 15位                     | 京都産業大学                 |
| 16位                     | 九州学連選抜                 |
| 17位                     | 東北学連選抜                 |
| 18位                     | 北信越学連選抜               |
| 19位                     | 中国四国学連選抜             |
| 20位                     | 北海道学連選抜               |

| 第6回 （2008年12月23日） | 第6回 （2008年12月23日）     |
| ------------------------ | ---------------------------- |
| 優勝                     | 立命館大学 （1時間38分33秒） |
| 2位                      | 佛教大学                     |
| 3位                      | 名城大学                     |
| 4位                      | 日本大学                     |
| 5位                      | 城西国際大学                 |
| 6位                      | 東京農業大学                 |
| 7位                      | 城西大学                     |
| 8位                      | 玉川大学                     |
| 9位                      | 日本体育大学                 |
| 10位                     | 関西学連選抜                 |
| 11位                     | 白鷗大学                     |
| 12位                     | 中国四国学連選抜             |
| 13位                     | 関東学連選抜                 |
| 14位                     | 京都産業大学                 |
| 15位                     | 順天堂大学                   |
| 16位                     | 九州学連選抜                 |
| 17位                     | 東海学連選抜                 |
| 18位                     | 東北学連選抜                 |
| 19位                     | 北信越学連選抜               |
| 20位                     | 北海道学連選抜               |

| 第7回 （2009年12月23日） | 第7回 （2009年12月23日）   |
| ------------------------ | -------------------------- |
| 優勝                     | 佛教大学 （1時間37分35秒） |
| 2位                      | 立命館大学                 |
| 3位                      | 名城大学                   |
| 4位                      | 玉川大学                   |
| 5位                      | 城西大学                   |
| 6位                      | 松山大学                   |
| 7位                      | 白鷗大学                   |
| 8位                      | 城西国際大学               |
| 9位                      | 九州学連選抜               |
| 10位                     | 日本大学                   |
| 11位                     | 東京農業大学               |
| 12位                     | 京都産業大学               |
| 13位                     | 関西学連選抜               |
| 14位                     | 関東学連選抜               |
| 15位                     | 順天堂大学                 |
| 16位                     | 東北学連選抜               |
| 17位                     | 東海学連選抜               |
| 18位                     | 北信越学連選抜             |
| 19位                     | 中国四国学連選抜           |
| 20位                     | 北海道学連選抜             |

### 富士山周辺コース
| 第8回 （2013年12月23日） | 第8回 （2013年12月23日）     |
| ------------------------ | ---------------------------- |
| 優勝                     | 立命館大学 （2時間21分48秒） |
| 2位                      | 鹿屋体育大学                 |
| 3位                      | 大東文化大学                 |
| 4位                      | 名城大学                     |
| 5位                      | 大阪学院大学                 |
| 6位                      | 松山大学                     |
| 7位                      | 佛教大学                     |
| 8位                      | 城西大学                     |
| 9位                      | 玉川大学                     |
| 10位                     | 西日本選抜                   |
| 11位                     | 東京農業大学                 |
| 12位                     | 関西大学                     |
| 13位                     | 日本体育大学                 |
| 14位                     | 東日本選抜                   |
| 15位                     | 福岡大学                     |
| 16位                     | 順天堂大学                   |
| 17位                     | 筑波大学                     |
| 18位                     | 京都産業大学                 |
| 19位                     | 白鷗大学                     |
| 20位                     | 大阪芸術大学                 |

| 第9回 （2014年12月23日） | 第9回 （2014年12月23日）     |
| ------------------------ | ---------------------------- |
| 優勝                     | 立命館大学 （2時間22分20秒） |
| 2位                      | 大阪学院大学                 |
| 3位                      | 大東文化大学                 |
| 4位                      | 名城大学                     |
| 5位                      | 松山大学                     |
| 6位                      | 福岡大学                     |
| 7位                      | 東京農業大学                 |
| 8位                      | 京都産業大学                 |
| 9位                      | 白鷗大学                     |
| 10位                     | 日本体育大学                 |
| 11位                     | 城西大学                     |
| 12位                     | 佛教大学                     |
| 13位                     | 玉川大学                     |
| 14位                     | 東北福祉大学                 |
| 15位                     | 東洋大学                     |
| 16位                     | 大阪芸術大学                 |
| 17位                     | 中京大学                     |
| 18位                     | 鹿屋体育大学                 |
| 19位                     | 西日本選抜                   |
| 20位                     | 東日本選抜                   |

| 第10回 （2015年12月30日） | 第10回 （2015年12月30日）    |
| ------------------------- | ---------------------------- |
| 優勝                      | 立命館大学 （2時間21分50秒） |
| 2位                       | 名城大学                     |
| 3位                       | 松山大学                     |
| 4位                       | 大東文化大学                 |
| 5位                       | 日本体育大学                 |
| 6位                       | 大阪学院大学                 |
| 7位                       | 白鷗大学                     |
| 8位                       | 京都産業大学                 |
| 9位                       | 福岡大学                     |
| 10位                      | 西日本選抜                   |
| 11位                      | 城西大学                     |
| 12位                      | 東京農業大学                 |
| 13位                      | 関西外国語大学               |
| 14位                      | 関西大学                     |
| 15位                      | 佛教大学                     |
| 16位                      | 東北福祉大学                 |
| 17位                      | 鹿屋体育大学                 |
| 18位                      | 東洋大学                     |
| 19位                      | 東日本選抜                   |
| 20位                      | 玉川大学                     |
| OP(17)                    | 静岡県学生選抜               |

| 第11回 （2016年12月30日） | 第11回 （2016年12月30日）    |
| ------------------------- | ---------------------------- |
| 優勝                      | 立命館大学 （2時間25分43秒） |
| 2位                       | 名城大学                     |
| 3位                       | 松山大学                     |
| 4位                       | 大阪学院大学                 |
| 5位                       | 日本体育大学                 |
| 6位                       | 京都産業大学                 |
| 7位                       | 大東文化大学                 |
| 8位                       | 東京農業大学                 |
| 9位                       | 福岡大学                     |
| 10位                      | 東洋大学                     |
| 11位                      | 関西大学                     |
| 12位                      | 白鷗大学                     |
| 13位                      | 関西外国語大学               |
| 14位                      | 大阪芸術大学                 |
| 15位                      | 城西大学                     |
| 16位                      | 佛教大学                     |
| 17位                      | 西日本選抜                   |
| 18位                      | 玉川大学                     |
| 19位                      | 東北福祉大学                 |
| 20位                      | 東日本選抜                   |
| OP(20)                    | 静岡県学生選抜               |

| 第12回 （2017年12月30日） | 第12回 （2017年12月30日）    |
| ------------------------- | ---------------------------- |
| 優勝                      | 立命館大学 （2時間23分45秒） |
| 2位                       | 東京農業大学                 |
| 3位                       | 名城大学                     |
| 4位                       | 大東文化大学                 |
| 5位                       | 日本体育大学                 |
| 6位                       | 大阪学院大学                 |
| 7位                       | 京都産業大学                 |
| 8位                       | 佛教大学                     |
| 9位                       | 松山大学                     |
| 10位                      | 福岡大学                     |
| 11位                      | 城西大学                     |
| 12位                      | 白鷗大学                     |
| 13位                      | 大阪芸術大学                 |
| 14位                      | 玉川大学                     |
| 15位                      | 東洋大学                     |
| 16位                      | 関西外国語大学               |
| 17位                      | 東北福祉大学                 |
| 18位                      | 西日本選抜                   |
| 19位                      | 東日本選抜                   |
| 20位                      | 関西大学                     |
| OP(21)                    | 静岡県浙江省学生選抜         |

| 第13回 （2018年12月30日） | 第13回 （2018年12月30日）  |
| ------------------------- | -------------------------- |
| 優勝                      | 名城大学 （2時間22分50秒） |
| 2位                       | 大東文化大学               |
| 3位                       | 立命館大学                 |
| 4位                       | 全日本大学選抜             |
| 5位                       | 京都産業大学               |
| 6位                       | 東京農業大学               |
| 7位                       | 大阪学院大学               |
| 8位                       | 日本体育大学               |
| 9位                       | 東洋大学                   |
| 10位                      | 白鷗大学                   |
| 11位                      | 城西大学                   |
| 12位                      | 関西大学                   |
| 13位                      | 佛教大学                   |
| 14位                      | 松山大学                   |
| 15位                      | 関西外国語大学             |
| 16位                      | 玉川大学                   |
| 17位                      | 京都光華女子大学           |
| 18位                      | 大阪芸術大学               |
| 19位                      | 福岡大学                   |
| 20位                      | 順天堂大学                 |
| 21位                      | 中京大学                   |
| 22位                      | 静岡県学生選抜             |

| 第14回 （2019年12月30日） | 第14回 （2019年12月30日）  |
| ------------------------- | -------------------------- |
| 優勝                      | 名城大学 （2時間23分09秒） |
| 2位                       | 大東文化大学               |
| 3位                       | 全日本大学選抜             |
| 4位                       | 立命館大学                 |
| 5位                       | 城西大学                   |
| 6位                       | 京都産業大学               |
| 7位                       | 日本体育大学               |
| 8位                       | 大阪学院大学               |
| 9位                       | 順天堂大学                 |
| 10位                      | 東洋大学                   |
| 11位                      | 松山大学                   |
| 12位                      | 東京農業大学               |
| 13位                      | 鹿屋体育大学               |
| 14位                      | 大阪芸術大学               |
| 15位                      | 玉川大学                   |
| 16位                      | 佛教大学                   |
| 17位                      | 福岡大学                   |
| 18位                      | 関西大学                   |
| 19位                      | 拓殖大学                   |
| 20位                      | 神戸学院大学               |
| 21位                      | 東北福祉大学               |
| 22位                      | 京都光華女子大学           |
| 23位                      | 関西外国語大学             |
| 24位                      | 静岡県学生選抜             |

| 第15回 （2020年12月30日） | 第15回 （2020年12月30日）  |
| ------------------------- | -------------------------- |
| 優勝                      | 名城大学 （2時間21分38秒） |
| 2位                       | 大東文化大学               |
| 3位                       | 立命館大学                 |
| 4位                       | 松山大学                   |
| 5位                       | 城西大学                   |
| 6位                       | 大阪学院大学               |
| 7位                       | 日本体育大学               |
| 8位                       | 関西大学                   |
| 9位                       | 福岡大学                   |
| 10位                      | 関西外国語大学             |
| 11位                      | 順天堂大学                 |
| 12位                      | 佛教大学                   |
| 13位                      | 東洋大学                   |
| 14位                      | 京都産業大学               |
| 15位                      | 拓殖大学                   |
| 16位                      | 東北福祉大学               |
| 17位                      | 京都光華女子大学           |
| 18位                      | 東京農業大学               |
| 19位                      | 玉川大学                   |
| 20位                      | 中央大学                   |
| 21位                      | 神戸学院大学               |

| 第16回 （2021年12月30日） | 第16回 （2021年12月30日）  |
| ------------------------- | -------------------------- |
| 優勝                      | 名城大学 （2時間22分24秒） |
| 2位                       | 大東文化大学               |
| 3位                       | 日本体育大学               |
| 4位                       | 立命館大学                 |
| 5位                       | 松山大学                   |
| 6位                       | 拓殖大学                   |
| 7位                       | 城西大学                   |
| 8位                       | 全日本大学選抜             |
| 9位                       | 大阪芸術大学               |
| 10位                      | 大阪学院大学               |
| 11位                      | 関西外国語大学             |
| 12位                      | 東北福祉大学               |
| 13位                      | 東洋大学                   |
| 14位                      | 佛教大学                   |
| 15位                      | 関西大学                   |
| 16位                      | 中京学院大学               |
| 17位                      | 順天堂大学                 |
| 18位                      | 中央大学                   |
| 19位                      | 京都産業大学               |
| 20位                      | 福岡大学                   |
| 21位                      | 京都光華女子大学           |
| 22位                      | 亜細亜大学                 |
| 23位                      | 筑波大学                   |
| 24位                      | 静岡県学生選抜             |

| 第17回 （2022年12月30日） | 第17回 （2022年12月30日）  |
| ------------------------- | -------------------------- |
| 優勝                      | 名城大学 （2時間21分56秒） |
| 2位                       | 大阪学院大学               |
| 3位                       | 日本体育大学               |
| 4位                       | 全日本大学選抜             |
| 5位                       | 立命館大学                 |
| 6位                       | 大東文化大学               |
| 7位                       | 城西大学                   |
| 8位                       | 関西大学                   |
| 9位                       | 拓殖大学                   |
| 10位                      | 大阪芸術大学               |
| 11位                      | 東北福祉大学               |
| 12位                      | 順天堂大学                 |
| 13位                      | 中央大学                   |
| 14位                      | 関西外国語大学             |
| 15位                      | 玉川大学                   |
| 16位                      | 亜細亜大学                 |
| 17位                      | 東京農業大学               |
| 18位                      | 福岡大学                   |
| 19位                      | 京都光華女子大学           |
| 20位                      | 東洋大学                   |
| 21位                      | 佛教大学                   |
| 22位                      | 筑波大学                   |
| 23位                      | 中京学院大学               |
| 24位                      | 静岡県学生選抜             |

| 第18回 （2023年12月30日） | 第18回 （2023年12月30日）  |
| ------------------------- | -------------------------- |
| 優勝                      | 名城大学 （2時間22分42秒） |
| 2位                       | 日本体育大学               |
| 3位                       | 大東文化大学               |
| 4位                       | 立命館大学                 |
| 5位                       | 大阪学院大学               |
| 6位                       | 城西大学                   |
| 7位                       | 拓殖大学                   |
| 8位                       | 東北福祉大学               |
| 9位                       | 大阪芸術大学               |
| 10位                      | 中央大学                   |
| 11位                      | 全日本大学選抜             |
| 12位                      | 関西大学                   |
| 13位                      | 玉川大学                   |
| 14位                      | 立教大学                   |
| 15位                      | 城西国際大学               |
| 16位                      | 順天堂大学                 |
| 17位                      | 東洋大学                   |
| 18位                      | 亜細亜大学                 |
| 19位                      | 中京学院大学               |
| 20位                      | 東京農業大学               |
| 21位                      | 筑波大学                   |
| 22位                      | 関西外国語大学             |
| 23位                      | 神戸学院大学               |
| 24位                      | 静岡県学生選抜             |

| 第19回 （2024年12月30日） | 第19回 （2024年12月30日）    |
| ------------------------- | ---------------------------- |
| 優勝                      | 立命館大学 （2時間21分09秒） |
| 2位                       | 大東文化大学                 |
| 3位                       | 日本体育大学                 |
| 4位                       | 拓殖大学                     |
| 5位                       | 順天堂大学                   |
| 6位                       | 城西大学                     |
| 7位                       | 大阪学院大学                 |
| 8位                       | 名城大学                     |
| 9位                       | 東北福祉大学                 |
| 10位                      | 亜細亜大学                   |
| 11位                      | 筑波大学                     |
| 12位                      | 中央大学                     |
| 13位                      | 兵庫大学                     |
| 14位                      | 全日本大学選抜               |
| 15位                      | 関西大学                     |
| 16位                      | 玉川大学                     |
| 17位                      | 東洋大学                     |
| 18位                      | 帝京科学大学                 |
| 19位                      | 中京学院大学                 |
| 20位                      | 大阪芸術大学                 |
| 21位                      | 関西外国語大学               |
| 22位                      | 東京農業大学                 |
| 23位                      | 京都産業大学                 |
| 24位                      | 静岡県学生選抜               |

## コースとその区間の特徴

### 富士山周辺コース（2016年～）
2013年から採用された富士山麓で行われていた従来のコースからより興味が湧く白熱したレースにして欲しいという主催者側の要望からコースと中継所の変更に伴った新設コース。

　また、従来のコースのうち3.3kmと走行距離の短かった共催の富士宮市からは市民の「もっと選手を応援したい、富士宮市を全国にもっとアピールしたい。」という要望から、浅間大社前を発着とした富士宮市街地を1周回する区間を1区として新設した形となり、結果コース中の富士宮市内を走行する距離は7.4kmへと延長された。

　このコース変更に伴い最長区間は9.4kmから10.5kmに延長、最も厳しい区間である7区も7.7㎞から8.3㎞へ延長されより順位変動の激しいコースとなった。
全7区間 43.4km。
スタート： 富士山本宮浅間大社前～フィニッシュ： 富士総合運動公園陸上競技場
1区（ 4.1km ） 第1中継地点： 富士山本宮浅間大社前
2区（ 6.8km ） 第2中継地点： (株)石井鉄工所前
3区（ 3.3km ） 第3中継地点： 富士市交流プラザ前
4区（ 4.4km ） 第4中継地点： 富士市クリーンセンターききょう前
5区（10.5km ） 第5中継地点： ジヤトコ本社前
6区（ 6.0km ） 第6中継地点： 岡島運輸(株)駐車場前
7区（ 8.3km ） フィニッシュ地点：富士総合運動公園陸上競技場
先頭が中継所を通過してから10分経過すると繰り上げスタートとなる。（第5中継所までは白タスキとなる）

#### 区間最高記録
| 区間 | 距離   | 選手・大学名                                           | タイム        | 記録年        |
| ---- | ------ | ------------------------------------------------------ | ------------- | ------------- |
| 総合 | 43.4km | 立命館大学                                             | 2時間21分09秒 | 2024年        |
| 1区  | 4.1km  | 高見澤安珠（松山大） 小川陽香（全日本大学選抜/立教大） | 12分42秒      | 2016年 2024年 |
| 2区  | 6.8km  | 五島莉乃（日本学生選抜/中央大） 和田有菜（名城大）     | 20分40秒      | 2019年 2020年 |
| 3区  | 3.3km  | 米澤奈々香（名城大）                                   | 10分03秒      | 2022年        |
| 4区  | 4.4km  | 山本釉未（立命館大）                                   | 13分54秒      | 2024年        |
| 5区  | 10.5km | 不破聖衣来（拓殖大）                                   | 32分23秒      | 2021年        |
| 6区  | 6.0km  | 福永楓花（立命館大）                                   | 19分12秒      | 2024年        |
| 7区  | 8.3km  | 小林成美（名城大）                                     | 28分26秒      | 2020年        |

#### 各区間歴代5傑
| 位 | 氏名       | タイム   | 所属                      | 年次・順位      |
| -- | ---------- | -------- | ------------------------- | --------------- |
| 1  | 高見澤安珠 | 12分42秒 | 松山大学                  | 2016年・区間賞  |
| 1  | 小川陽香   | 12分42秒 | 全日本大学選抜 (立教大学) | 2024年・区間賞  |
| 3  | 柳樂あずみ | 12分46秒 | 名城大学                  | 2022年・区間賞  |
| 4  | 佐藤成葉   | 12分48秒 | 立命館大学                | 2016年・区間2位 |
| 5  | 谷本七星   | 12分49秒 | 名城大学                  | 2021年・区間賞  |

| 位 | 氏名       | タイム   | 所属                      | 年次・順位      |
| -- | ---------- | -------- | ------------------------- | --------------- |
| 1  | 五島莉乃   | 20分40秒 | 全日本大学選抜 (中央大学) | 2019年・区間賞  |
| 1  | 和田有菜   | 20分40秒 | 名城大学                  | 2020年・区間賞  |
| 3  | 齋藤みう   | 20分46秒 | 日本体育大学              | 2024年・区間賞  |
| -  | 五島莉乃   | 20分50秒 | 全日本大学選抜 (中央大学) | 2018年・区間賞  |
| 4  | 佐藤成葉   | 20分52秒 | 立命館大学                | 2019年・区間2位 |
| 5  | 米澤奈々香 | 20分57秒 | 名城大学                  | 2023年・区間賞  |

| 位 | 氏名       | タイム   | 所属       | 年次・順位      |
| -- | ---------- | -------- | ---------- | --------------- |
| 1  | 米澤奈々香 | 10分03秒 | 名城大学   | 2022年・区間賞  |
| 2  | 御﨑舞     | 10分07秒 | 立命館大学 | 2019年・区間賞  |
| 3  | 山田未唯   | 10分09秒 | 名城大学   | 2023年・区間賞  |
| 4  | 田中綾乃   | 10分10秒 | 立命館大学 | 2017年・区間賞  |
| 5  | 大森菜月   | 10分13秒 | 立命館大学 | 2016年・区間賞  |
| 5  | 井上葉南   | 10分13秒 | 名城大学   | 2019年・区間2位 |
| 5  | 森安桃風   | 10分13秒 | 立命館大学 | 2024年・区間賞  |

| 位 | 氏名       | タイム   | 所属         | 年次・順位                    |
| -- | ---------- | -------- | ------------ | ----------------------------- |
| 1  | 山本釉未   | 13分54秒 | 立命館大学   | 2024年・区間賞                |
| 2  | 山本有真   | 13分55秒 | 名城大学     | 2019年・区間賞 2020年・区間賞 |
| 3  | 山﨑りさ   | 14分04秒 | 日本体育大学 | 2024年・区間2位               |
| 4  | 松本美咲   | 14分05秒 | 立命館大学   | 2019年・区間2位               |
| 5  | 石松愛朱加 | 14分08秒 | 名城大学     | 2023年・区間賞                |
| 5  | 金子陽向   | 14分08秒 | 城西大学     | 2024年・区間3位               |

| 位 | 氏名           | タイム   | 所属         | 年次・順位      |
| -- | -------------- | -------- | ------------ | --------------- |
| 1  | 不破聖衣来     | 32分23秒 | 拓殖大学     | 2021年・区間賞  |
| 2  | 鈴木優花       | 33分07秒 | 大東文化大学 | 2021年・区間2位 |
| 3  | 和田有菜       | 33分32秒 | 名城大学     | 2021年・区間3位 |
| 4  | サラ・ワンジル | 33分45秒 | 大東文化大学 | 2024年・区間賞  |
| -  | 不破聖衣来     | 33分51秒 | 拓殖大学     | 2024年・区間2位 |
| 5  | 山本有真       | 34分05秒 | 名城大学     | 2022年・区間賞  |

| 位 | 氏名     | タイム   | 所属         | 年次・順位      |
| -- | -------- | -------- | ------------ | --------------- |
| 1  | 福永楓花 | 19分12秒 | 立命館大学   | 2024年・区間賞  |
| 2  | 嶋田桃子 | 19分23秒 | 日本体育大学 | 2024年・区間2位 |
| 3  | 増渕祐香 | 19分27秒 | 名城大学     | 2023年・区間賞  |
| -  | 増渕祐香 | 19分31秒 | 名城大学     | 2020年・区間賞  |
| 4  | 飛田凜香 | 19分31秒 | 立命館大学   | 2021年・区間賞  |
| 5  | 関谷夏希 | 19分35秒 | 大東文化大学 | 2020年・区間2位 |

| 位 | 氏名             | タイム   | 所属         | 年次・順位      |
| -- | ---------------- | -------- | ------------ | --------------- |
| 1  | 小林成美         | 28分26秒 | 名城大学     | 2020年・区間賞  |
| 2  | 鈴木優花         | 28分39秒 | 大東文化大学 | 2018年・区間賞  |
| 3  | 中地こころ       | 29分00秒 | 立命館大学   | 2024年・区間賞  |
| 4  | 田浦英理歌       | 29分17秒 | 東洋大学     | 2019年・区間賞  |
| 5  | 髙松智美ムセンビ | 29分21秒 | 名城大学     | 2018年・区間2位 |

### 富士山周辺コース（2013年～2015年）
全7区間 43.4km。
1区（ 6.7km ） 第1中継地点： (株)小林製作所鷹岡工場前
2区（ 3.4km ） 第2中継地点： 富士市交流プラザ前
3区（ 4.5km ） 第3中継地点： 富士市クリーンセンターききょう前
4区（ 9.4km ） 第4中継地点： 富士市役所前
5区（ 5.0km ） 第5中継地点： 富士市東部市民プラザ前
6区（ 6.8km ） 第6中継地点： エヌピー運輸富士(株)駐車場前
7区（ 7.6km ） フィニッシュ地点：富士総合運動公園陸上競技場

#### 区間最高記録(2015年まで)
| 区間 | 距離   | 選手・大学名            | タイム        | 記録年 |
| ---- | ------ | ----------------------- | ------------- | ------ |
| 総合 | 43.4km | 立命館大                | 2時間21分48秒 | 2013年 |
| 1区  | 6.7km  | 菅野七虹（立命館大）    | 20分02秒      | 2013年 |
| 2区  | 3.4km  | 中新井美波（大阪学院大) | 10分43秒      | 2013年 |
| 3区  | 4.5km  | 園田聖子（立命館大）    | 13分54秒      | 2013年 |
| 4区  | 9.4km  | 鍋島莉奈（鹿屋体育大）  | 29分59秒      | 2014年 |
| 5区  | 5.0km  | 大森菜月（立命館大）    | 15分29秒      | 2013年 |
| 6区  | 6.8km  | 太田琴菜（立命館大）    | 21分37秒      | 2014年 |
| 7区  | 7.6km  | 籔下明音（立命館大）    | 27分15秒      | 2013年 |

### つくばコース（2007年～2009年）
全6区間・30.67km。
1区（5.0km） つくば中央公園（つくば駅前）→茗溪学園
2区（3.0km） 茗溪学園→筑波宇宙センター
3区（5.5km） 筑波宇宙センター→筑波大学本部棟
4区（3.5km） 筑波大学本部棟→大穂交差点
5区（6.0km） 大穂交差点→筑波大学附属病院
6区（7.67km） 筑波大学附属病院→筑波大学陸上競技場

#### 区間最高記録
| 区間 | 距離    | 選手・大学名                           | タイム        | 記録年        |
| ---- | ------- | -------------------------------------- | ------------- | ------------- |
| 総合 | 30.67km | 佛教大                                 | 1時間37分35秒 | 2009年        |
| 1区  | 5.0km   | 木崎良子（佛教大）                     | 15分41秒      | 2007年        |
| 2区  | 3.0km   | 山本菜美子（立命館大)                  | 9分16秒       | 2009年        |
| 3区  | 5.5km   | 小島一恵（立命館大）                   | 17分07秒      | 2008年        |
| 4区  | 3.5km   | 石橋麻衣（佛教大）                     | 10分56秒      | 2009年        |
| 5区  | 6.0km   | 竹地志帆（佛教大）                     | 19分25秒      | 2009年        |
| 6区  | 7.67km  | 西原加純（佛教大） 小島一恵（立命館大) | 24分31秒      | 2008年 2009年 |

### さいたまコース（2004～2006年）
全6区間・30.0km。
- 1区（5.0km）- 埼玉県庁前（スタート）～（浦和橋）～さいたま新都心中継所（さいたま市中央区ニューセンチュリービル前）
- 2区（3.0km）- さいたま新都心～（JR・東武陸橋下）～大宮中継所（さいたま市北区役所前）
- 3区（5.9km）- 大宮～（東北新幹線高架下）～上尾中継所（上尾市愛宕神社前）
- 4区（6.1km）- 上尾～（上尾駅前）～北本中継所（北本市准看護学校前）
- 5区（3.0km）- 北本～（北本市南歩道橋手前折り返し）～桶川中継所（桶川市）
- 6区（7.0km）- 桶川～（桶川駅前）～（上尾駅前）～上尾陸上競技場（ゴール）

#### 区間最高記録
| 区間 | 距離   | 選手・大学名                        | タイム        | 記録年 |
| ---- | ------ | ----------------------------------- | ------------- | ------ |
| 総合 | 30.0km | 立命館大                            | 1時間38分07秒 | 2006年 |
| 1区  | 5.0km  | 田中真知（名城大）                  | 16分04秒      | 2004年 |
| 2区  | 3.0km  | 田中真知（名城大）                  | 9分31秒       | 2006年 |
| 3区  | 5.9km  | 五十嶺綾（玉川大）                  | 19分22秒      | 2006年 |
| 4区  | 6.1km  | 矢口衣久未（立命館大）              | 19分30秒      | 2006年 |
| 5区  | 3.0km  | 田中真知（名城大）                  | 9分36秒       | 2005年 |
| 6区  | 7.0km  | 北野泰子（関西学連選抜/神戸学院大） | 22分56秒      | 2006年 |

## テレビ中継
テレビでの放送は第1回 - 第7回までテレビ東京をキーステーションにTXN系列の6局、ならびにBSデジタル放送・BSジャパンで放送されたが、2009年の第7回大会に関しては、テレビ東京の予算削減の影響等の事情により後日の録画放送となった。中継にはTXN系列のアナウンサーが実況ならびに中継リポートに参加していた。なお、テレビ東京は2010年に主催を降板している。
第8回からはフジテレビをキーステーションにFNS系列局で「スズキスポーツスペシャル・富士山女子駅伝」として放送されている。2013年と2014年は、レース開催当日の14時から（レーススタートは9時15分）16時50分まで録画放送された。尚、開催地の地元の系列局であるテレビ静岡は、制作協力に関わっている他、中継所にはアナウンサーも配置した。第10回（2015年）からは9時50分から12時40分まで、第12回（2017年）・第18回（2023年）は9時55分から12時40分まで生放送された。「男は箱根、女は富士山」のキャッチコピーも用いられている。

### 中継出演者（2013年）
括弧書きが無い場合はいずれもフジテレビアナウンサー
- キャスター・優勝チームインタビュアー
  - 宮澤智
- ナビゲーター
  - 佐野瑞樹
- 放送センター
  - ゲスト：小島一恵（豊田自動織機）、西原加純（ヤマダ電機）
  - 解説：金哲彦（ニッポンランナーズ理事長）
  - 実況：森昭一郎
- 第1移動車
  - 解説：高橋尚子（スポーツコメンテーター、シドニー五輪女子マラソン日本代表）
  - 実況：竹下陽平
- 第2移動車（車両は東海テレビの所有）
  - 解説：土佐礼子（アテネ・北京五輪女子マラソン日本代表）
  - 実況：森脇淳（東海テレビアナウンサー）
- バイク
  - 実況：谷岡慎一
- 中継所
  - 第1中継所：酒主義久
  - 第2中継所：奥寺健
  - 第3中継所：木村拓也
  - 第4中継所：丸山勝義（福井テレビアナウンサー）
  - 第5中継所：西山喜久恵
  - 第6中継所：鈴木敏弘（テレビ静岡アナウンサー）
- フィニッシュ地点（富士総合運動公園陸上競技場）
  - 実況：福永一茂

### 中継出演者（2014年）
括弧書きが無い場合はいずれもフジテレビアナウンサー
- 進行
  - 佐野瑞樹
  - 宮澤智（優勝インタビュー兼務）
- 放送センター・フィニッシュ地点（富士総合運動公園陸上競技場）
  - ゲスト：籔下明音（豊田自動織機）
  - 解説：金哲彦（ニッポンランナーズ理事長）
  - 実況：森昭一郎
- 第1移動車
  - 解説：高橋尚子（スポーツコメンテーター、シドニー五輪女子マラソン日本代表）
  - 実況：竹下陽平
- 第2移動車（車両は東海テレビの所有）
  - 解説：赤羽有紀子（ホクレンスポーツアンバサダー）
  - 実況：福永一茂
- バイク
  - 実況：谷岡慎一
- 中継所
  - 第1中継所：奥寺健
  - 第2中継所：鈴木芳彦
  - 第3中継所：丸山勝義（福井テレビアナウンサー）
  - 第4中継所：塩原恒夫
  - 第5中継所：西山喜久恵
  - 第6中継所：鈴木敏弘（テレビ静岡アナウンサー）

### 中継出演者（2018年）
括弧書きが無い場合はいずれもフジテレビアナウンサー
- 進行・優勝チーム監督・選手インタビュー
  - 西山喜久恵
  - 佐野瑞樹
- 放送センター
  - 解説：増田明美（スポーツジャーナリスト）
  - 実況：森昭一郎
- 第1移動車
  - 解説：高橋尚子（スポーツコメンテーター、シドニー五輪女子マラソン日本代表）
  - 実況：谷岡慎一
- 第2移動車
  - 解説：金哲彦（ニッポンランナーズ理事長）
  - 実況：竹下陽平
- バイク
  - 実況：酒主義久
- 中継所
  - 第1中継所：吉原功兼（関西テレビアナウンサー）
  - 第2中継所：鈴木敏弘（テレビ静岡アナウンサー）
  - 第3中継所：センター実況が兼務
  - 第4中継所：上中勇樹
  - 第5中継所：今湊敬樹
  - 第6中継所：小田島卓生（東海テレビアナウンサー）
- 副音声
  - 西村菜那子（NGT48）
  - 真下華穂（NGT48研究生）

### 中継出演者（2019年）
括弧書きが無い場合はいずれもフジテレビアナウンサー
- 進行・優勝チーム監督・選手インタビュー
  - 西山喜久恵
  - 佐野瑞樹
- 放送センター
  - 解説：増田明美（スポーツジャーナリスト）
  - 実況：竹下陽平
- 第1移動車
  - 解説：高橋尚子（スポーツコメンテーター、シドニー五輪女子マラソン日本代表）
  - 実況：森昭一郎
- 第2移動車
  - 解説：金哲彦（ニッポンランナーズ理事長）
  - 実況：谷岡慎一
- バイク
  - 実況：酒主義久
- 中継所
  - 第1中継所：上中勇樹
  - 第2中継所：吉原功兼（関西テレビアナウンサー）
  - 第3中継所：センター実況が兼務
  - 第4中継所：今湊敬樹
  - 第5中継所：小田島卓生（東海テレビアナウンサー）
  - 第6中継所：鈴木敏弘（テレビ静岡アナウンサー）
- 副音声
  - 西村菜那子（NGT48）
  - 藤井弘輝

### 中継出演者（2020年）
括弧書きが無い場合はいずれもフジテレビアナウンサー
- 進行・優勝チーム監督・選手インタビュー
  - 西山喜久恵
  - 佐野瑞樹
- 放送センター
  - 解説：増田明美（スポーツジャーナリスト）
  - 実況：谷岡慎一
- 第1移動車
  - 解説：高橋尚子（スポーツコメンテーター、シドニー五輪女子マラソン日本代表）
  - 実況：竹下陽平
- 第2移動車
  - 解説：金哲彦（ニッポンランナーズ理事長）
  - 実況：森昭一郎
- 第3移動車
  - 実況：酒主義久
- 中継所
  - 第1中継所：不明
  - 第2中継所：不明
  - 第3中継所：不明
  - 第4中継所：吉原功兼（関西テレビアナウンサー）
  - 第5中継所：今湊敬樹
  - 第6中継所：小田島卓生（東海テレビアナウンサー）
- 副音声
  - 西村菜那子（NGT48）
  - ゆりやんレトリィバァ（お笑い芸人）
  - 神野大地（セルソース）- 体調不良のため出演せず
  - 佐藤成葉（資生堂）

### 中継出演者（2021年）
括弧書きが無い場合はいずれもフジテレビアナウンサー
- 進行・優勝チーム監督・選手インタビュー
  - 西山喜久恵
  - 佐野瑞樹
- 放送センター
  - 解説：増田明美（スポーツジャーナリスト）
  - 実況：谷岡慎一
- 第1移動車
  - 解説：高橋尚子（スポーツコメンテーター、シドニー五輪女子マラソン日本代表）
  - 実況：酒主義久
- 第2移動車
  - 解説：金哲彦（ニッポンランナーズ理事長）
  - 実況：竹下陽平
- 第3移動車
  - 実況：上中勇樹
- 中継所
  - 第1中継所：今湊敬樹
  - 第2・第3中継所：松下翔太郎（テレビ静岡アナウンサー）
  - 第4中継所：吉原功兼（関西テレビアナウンサー）
  - 第5中継所：山本賢太
  - 第6中継所：小田島卓生（東海テレビアナウンサー）
- ナレーション
  - 花澤香菜（声優）

### 中継出演者（2022年）
括弧書きが無い場合はいずれもフジテレビアナウンサー
- 進行
  - 佐野瑞樹
- 放送センター
  - 解説：増田明美（スポーツジャーナリスト）
  - 実況：竹下陽平
- 第1移動車
  - 解説：高橋尚子（スポーツコメンテーター、シドニー五輪女子マラソン日本代表）
  - 実況：酒主義久
- 第2移動車
  - 解説：金哲彦（ニッポンランナーズ理事長）
  - 実況：森昭一郎
- 第3移動車
  - 実況：上中勇樹
- 中継所
  - 第1・第3中継所：今湊敬樹
  - 第2中継所：松下翔太郎（テレビ静岡アナウンサー）
  - 第4中継所：西山喜久恵
  - 第5中継所：吉原功兼（関西テレビアナウンサー）
  - 第6中継所：小田島卓生（東海テレビアナウンサー）
- 優勝インタビュー
  - 松﨑涼佳
- ナレーション
  - 花澤香菜（声優）

### 中継出演者（2023年）
括弧書きが無い場合はいずれもフジテレビアナウンサー
- 進行
  - 佐野瑞樹
- 放送センター
  - ゲスト：鈴木優花（第一生命グループ）
  - 解説：増田明美（スポーツジャーナリスト）
  - 実況：竹下陽平
- 第1移動車
  - 解説：高橋尚子（スポーツコメンテーター、シドニー五輪女子マラソン日本代表）
  - 実況：森昭一郎
- 第2移動車
  - 解説：金哲彦（ニッポンランナーズ理事長）
  - 実況：酒主義久
- 第3移動車
  - 実況：上中勇樹
- 中継所
  - 第1中継所：松下翔太郎（テレビ静岡アナウンサー）
  - 第2・第3中継所：伊藤大悟（東海テレビアナウンサー）
  - 第4中継所：西山喜久恵
  - 第5中継所：勝野健
  - 第6中継所：小田島卓生（東海テレビアナウンサー）
- 優勝インタビュー
  - 松﨑涼佳

### 中継出演者（2024年）
括弧書きが無い場合はいずれもフジテレビアナウンサー
- 進行
  - 佐野瑞樹
- 放送センター
  - 解説：増田明美（スポーツジャーナリスト）
  - 実況：竹下陽平
- 第1移動車
  - 解説：高橋尚子（スポーツコメンテーター、シドニー五輪女子マラソン日本代表）
  - 実況：谷岡慎一
- 第2移動車
  - 解説：金哲彦（ニッポンランナーズ理事長）
  - 実況：上中勇樹
- 第3移動車
  - 実況：今湊敬樹
- 中継所
  - 第1中継所：松下翔太郎（テレビ静岡アナウンサー）
  - 第2中継所：梶谷直史
  - 第3中継所：森昭一郎
  - 第4中継所：勝野健
  - 第5中継所：西山喜久恵
  - 第6中継所：小田島卓生（東海テレビアナウンサー）
- 優勝インタビュー
  - 松﨑涼佳

### 過去（テレビ東京制作分）の実況担当アナウンサー
- 各アナウンサーの所属局は放送当時のもの。

| 第4回大会実況アナ - 植草朋樹（テレビ東京、総合実況） - 島田弘久（テレビ東京、1号車） - 大藤晋司（テレビ北海道、2号車） - 増田和也（テレビ東京、バイク） - 中島有香（テレビせとうち、スタート地点） - 水原恵理（テレビ東京、第1中継所） - 大橋未歩（テレビ東京、第2中継所） - 立花麻理（TVQ九州放送、第3中継所） - 改野由佳（テレビ愛知、第4中継所） - 猪井操子（テレビ大阪、第5中継所） - 大竹佐知（テレビ東京、優勝チームインタビュー） - 中川聡（テレビ東京、優勝監督インタビュー） - 松丸友紀（テレビ東京、直前番組司会） |

| 第5回大会実況アナ - 植草朋樹（テレビ東京、総合実況） - 島田弘久（テレビ東京、1号車） - 中川聡（テレビ東京、2号車） - 水原恵理（テレビ東京、バイク） - 齋藤瑞穂（テレビ北海道、スタート地点） - 大橋未歩（テレビ東京、第1中継所） - 改野由佳（テレビ愛知、第2中継所） - 立花麻理（TVQ九州放送、第3中継所） - 大竹佐知（テレビ東京、第4中継所） - 猪井操子（テレビ大阪、第5中継所） - 中島有香（テレビせとうち、優勝インタビュー） - 前田海嘉（テレビ東京、直前番組司会） - 繁田美貴（テレビ東京、直前番組司会） - 須黒清華（テレビ東京、直前番組司会） |

| 第6回大会実況アナ - 植草朋樹（テレビ東京、総合実況） - 島田弘久（テレビ東京、バイク） - 相内優香（テレビ東京、スタート地点） - 水原恵理（テレビ東京、第1中継所） - 須黒清華（テレビ東京、第2中継所） - 前田海嘉（テレビ東京、第3中継所） - 大竹佐知（テレビ東京、第4中継所） - 大橋未歩（テレビ東京、第5中継所） - 秋元玲奈（テレビ東京、優勝インタビュー） |

| 第7回大会実況アナ - 植草朋樹（テレビ東京、総合実況） - 大橋未歩（テレビ東京、リポーター） - 前田海嘉（テレビ東京、リポーター） |